# Shadow of the Colossus (jeu vidéo, 2018)
Pour le jeu vidéo sorti en 2005, voir Shadow of the Colossus.
Shadow of the Colossus (littéralement L'Ombre du Colosse) est jeu vidéo d'action-aventure développé par Bluepoint Games et édité par Sony Interactive Entertainment pour la PlayStation 4, et sorti en février 2018. Il s'agit d'un remake du jeu original sur PlayStation 2, doté d'assets en haute définition. Le gameplay reste en revanche inchangé.

## Trame
Wander, sur son cheval Agro, arrive à la Terre Oubliée, un endroit abandonné et vide dont le seul point d'entrée est un grand pont. Il arrive alors dans un sanctuaire et y dépose le corps de Mono, une jeune femme. Voulant la ressusciter, Wander accepte d'éliminer les 16 Colosses à travers la Terre Oubliée avec l'épée qu'il a volé.
Wander et Agro commencent alors leur voyage et éliminent leur premier Colosse avant de se faire attaquer et ramener au Sanctuaire, où Mono commence à revivre petit à petit; chaque Colosse la ressucitant petit à petit. Le duo continue leur recherche et éliminent de plus en plus de Colosses.
Or, alors que Wander chasse le dernier Colosse, le pont se brise et Agro se sacrifie et tombe. Wander alors tue le dernier Colosse et retourne au Sanctuaire, où une lumière apparaît et Wander est attiré, au point de mourir une fois dedans. Mono se réveille alors, montrant que Wander a bien réussi sa mission; et Agro arrive au Sanctuaire, n'étant que blessé à une patte. Pendant ce temps, des chasseurs arrivent à la Terre Oubliée mais le grand pont se démolit. 

## Système de jeu
Le joueur contrôle Wander qui peut attaquer avec une épée ou un arc, et grimper. Ces actions peuvent être effectuées à tout moment au coût d'endurance, représenté par une jauge ronde en bas à droite de l'écran. L'exploration s'effectue à pied ou sur la monture Agro. Le but du jeu est d'éliminer les 16 Colosses éparpillés dans la Terre Oubliée. Chaque Colosse vaincu donne à Wander de meilleures capacités, comme une plus grande endurance, permettant de traverser à des endroits impossibles au début. Le joueur peut aussi trouver des stèles qui permettent de sauvegarder la progression. Un bouton permet à l'arme de Wander de relâcher un faisceau de lumière, indiquant l'emplacement du prochain Colosse à chasser.

## Développement
Le remake est annoncé le 12 juin 2017 durant la conférence de Sony à l'E3 2017. Le développement est confié à Bluepoint Games qui avait déjà développé la version remastérisée du jeu original sur PlayStation 3.
Les assets sont recréés à partir de rien, et le nouveau moteur de jeu offre un affichage en 4K pour les possesseurs de la version Pro de la PlayStation 4. L'ensemble de la bande-originale est également retravaillée par son compositeur Kow Otani.
Le jeu sort en Amérique du Nord le 6 février 2018, en Europe, en Australie et en Nouvelle-Zélande le 7 février 2018, et au Japon le 8 février 2018.

## Accueil
Le remake est très bien reçu par la critique.